# Marius (roi breton)
Pour les articles homonymes, voir Marius.
Marius  était, selon Geoffroy de Monmouth, un roi légendaire de Bretagne. Son nom est peut-être une latinisation du celtique Meurig et un doublon de celui d' « Arviragus » .

## Règne
Selon Geoffroy de Monmouth, Marius est le fils et successeur d'Arvirargus et il est « d'une intelligence et d'une sagesse remarquable ». Pendant son règne, il doit faire face à l'invasion des Pictes de Scythie, menés par leur roi Sodric qui aborde dans le nord de la Bretagne insulaire dans la région nommée Albanie qu'ils ravagent. Marius leur livre bataille et les écrase. Il tue Sordic. En signe de son triomphe, il fait élever une pierre dans une région qui par la suite prend le nom de Westmorland.
Marius propose ensuite aux Pictes survivants de s'établir dans une région déserte nommée Caithness. Comme ils n'ont pas de femmes et que les Bretons refusent de leur en donner, les Pictes passent en Irlande et reçoivent des épouses des Scots avec qui ils peuplent le nord de la Bretagne. Marius fait ensuite régner la paix, pratique la justice et paie le tribut exigé par Rome.

## Sources
- (en) Peter Bartrum, A Welsh classical dictionary: people in history and legend up to about A.D. 1000, Aberystwyth, National Library of Wales, 1993, p. 520 MARIUS son of ARVIRAGUS. (Fictitious). (A.D.89-152 Hardyng)

- (fr) Histoire des rois de Bretagne, traduit et commenté par Laurence Mathey-Maille, Édition Les belles lettres, coll. « La roue à livres », Paris, 2004,  (ISBN 2-251-33917-5)
- (en) Mike Ashley British Kings & Queens  Robinson (Londres 1998)  (ISBN 1841190969) « Marius » p. 78, table p. 67.